# Djalma Julliot
Djalma Julliot (født 20. april 1858, død 2. august 1922) var en fransk instrumentmager, der, som Louis Lot tidligere havde været det, var fremtrædende i slutningen af 1800-tallet som fløjtemager. I 1896 overtog han familieforetagendet og navngav det efter ham selv; her specialiserede han sig i fløjter, men selskabet, der måtte lukke i 1940, lavede blandt andet også klarinetter.
Djalma Julliot lavede fløjter af alle størrelser, herunder diverse basfløjter, piccolofløjter og en af de første flûte d'amour med Böhm-system, som Philippe Gaubert spillede på til Verdensudstillingen i Paris i 1900.
Djalma Julliot tilskrives i samarbejde med François Borne at have udviklet e-splitten til hjælp med udførelsen af fløjtens høje e